# Trabotivichté
Trabotivichté (en macédonien Тработивиште) est un village de l'est de la Macédoine du Nord, situé dans la municipalité de Deltchevo. Le village comptait 533 habitants en 2002. Il est situé près des cheminées de fée de Koukoulyé.

## Démographie
Lors du recensement de 2002, le village comptait :
- Macédoniens : 446
- Roms : 79
- Serbes : 1
- Autres : 2